# التحالف الأمريكي للمواطنين ذوي الإعاقة
الائتلاف الأمريكي للمواطنين ذوي الإعاقات كان في منتصف السبعينيات وحتى أوائل الثمانينيات، منظمة وطنية لحقوق ذوي الإعاقة يقودها المستهلكون، أطلق عليها الكاتب الصحفي جاك أندرسون وآخرون اسم "اللوبي المعاق". تم إنشاؤها، وإدارتها، وتشغيلها من قبل أفراد ذوي إعاقات – مما جعلها فريدة في وقتها – وبرزت إلى الساحة في عام ١٩٧٧ عندما نظّمت "اعتصاماً" ناجحاً في عشر مدن لإجبار الحكومة الفيدرالية على إصدار لوائح طال انتظارها لتنفيذ القسم ٥٠٤، وهو أول نص تشريعي في العالم يمنح حقوقاً مدنية للأشخاص ذوي الإعاقة. وقد كسبت الائتلاف الأمريكي للمواطنين ذوي الإعاقات مكانة مرموقة في حركة حقوق ذوي الإعاقة عندما ساعدت في تأمين التمويل الفيدرالي لما يُعرف اليوم بشبكة وطنية تضم ٦٠٠ مركز مستقل للمعيشة، كما مهّدت الطريق للنقل العام المتاح في الولايات المتحدة. وبعد تاريخ موجز ومليء بالتقلبات، أغلقت المنظمة أبوابها عام ١٩٨٣.
تعود أصول الائتلاف الأمريكي للمواطنين ذوي الإعاقات إلى مجموعات محلية وعلى مستوى الولايات يقودها المستهلكون. على سبيل المثال، أسّس ماكس ستاركلاف في عام ١٩٧٠ منظمة "باراكواد"، وهي منظمة دعم للمعيشة المجتمعية، حتى يتمكن هو وسكان سانت لويس الآخرون من الانتقال من دور التمريض وغيرها من المؤسسات إلى منازل في الأحياء. وفي العام نفسه، أسست جوديث هيومان وآخرون منظمة "المعاقون في العمل" لمحاربة بلدية مدينة نيويورك. كذلك، أُنشئت النواة الأولى لأول مركز مستقل للمعيشة في البلاد في نفس العام، عندما طالب إد روبرتس وطلبة آخرون في جامعة كاليفورنيا – بيركلي بخدمات رعاية شخصية ودعم لم تكن متاحة في الحرم الجامعي. في عام ١٩٧٤، كان فريد فاي أحد مؤسسي مركز بوسطن للمعيشة المستقلة. جميع هؤلاء القادة كانوا من بين مؤسسي الائتلاف الأمريكي للمواطنين ذوي الإعاقات في عام ١٩٧٤، عندما اجتمع ١٥٠ ناشطًا في واشنطن العاصمة خلال الاجتماع السنوي للجنة الرئيس لتوظيف المعاقين.
كان فاي أول رئيس للائتلاف الأمريكي للمواطنين ذوي الإعاقات (١٩٧٤ – ١٩٧٦). أما الثانية فكانت يونس ك. فيوريتو (١٩٣٠ – ١٩٩٩)، ناشطة في حقوق ذوي الإعاقة ورئيسة مكتب العمدة لشؤون المعاقين في مدينة نيويورك. كانت طويلة، ذات شعر أحمر، ونارية الطباع، وقائدة ذات رؤية فهمت أن هموم الحقوق الإنسانية والمدنية للأشخاص ذوي الإعاقات كانت في جوهرها متشابهة بغض النظر عن نوع الإعاقة. من بين أعضاء مجلس إدارة الائتلاف الأمريكي للمواطنين ذوي الإعاقات في سنوات التأسيس كان فريدريك شرايبر، المدير التنفيذي للرابطة الوطنية للصم في الولايات المتحدة؛ وروجر بيترسن، من المجلس الأمريكي للمكفوفين؛ وجيني لوري، محررة مجلة إعادة التأهيل؛ بالإضافة إلى ستاركلاف، وهيومان، وفاي. وكانت لوري الوحيدة من بينهم التي لم تكن من ذوي الإعاقة.
من عام ١٩٧٤ حتى منتصف ١٩٧٦، كانت الائتلاف الأمريكي للمواطنين ذوي الإعاقات منظمة تطوعية. كان أعضاء المجلس يدفعون نفقاتهم لحضور الاجتماعات الفصلية، والتي كانت تُعقد في مناطق حضرية مختلفة حول البلاد لتعريض الأعضاء لقضايا محلية وولائية وإقليمية، ولرفع مستوى حضور المنظمة. في أوائل عام ١٩٧٦، كتب فاي اقتراح منحة صغيرة إلى إدارة خدمات إعادة التأهيل في وزارة الصحة والتعليم والرعاية الفيدرالية. كان الغرض من المنحة هو إظهار كيفية بناء التحالفات. وبفضل المنحة، أطلق أعضاء المجلس عملية البحث عن أول موظف في الائتلاف الأمريكي للمواطنين ذوي الإعاقات. عثرت فيوريتو عليه: ففي مؤتمر في نيويورك، استمعت إلى خطاب ألقاه الدكتور فرانك باو، وهو باحث أصم في جامعة نيويورك، وقررت أنه الشخص المناسب. وفي اجتماع تموز ١٩٧٦، وافق المجلس على تعيينه مديرًا. وفي أيلول التالي، انتقل باو إلى واشنطن، وشغل مكتبًا من غرفة واحدة في شارع كونيتيكت برفقة مترجم، جان جاكوبي.
بلغت الميزانية السنوية للمنظمة في عام ١٩٧٦–١٩٧٧ خمسين ألف دولار. وبعد أربع سنوات، وصلت إلى مليونين. ونما عدد الموظفين إلى ٢٠، من بينهم محامون، ومستشارو إعادة تأهيل، ومربّون. وقد أقلق هذا التوسع بعض أعضاء المجلس، خصوصًا في ما يتعلق بتمويل المنظمة. فعلى سبيل المثال، عندما تبرعت شركة بمبلغ ١٠,٠٠٠ دولار للائتلاف، قضى المجلس ساعات في اجتماعه التالي في مناقشة ما إذا كان يجب إصدار بيان صحفي يدين تلك الشركة لإثبات استقلالية الائتلاف الأمريكي للمواطنين ذوي الإعاقات. كما أراد بعض الأعضاء أن تغيّر المنظمة تركيزها، من المناصرة الوطنية إلى بناء قدرات التحالفات المحلية وعلى مستوى الولايات. في عام ١٩٨١، وبعد خمس سنوات من القيادة، غادر باو. وخلفه في المنصب ريس روبراهن، وهو محامٍ كفيف. وبحلول عام ١٩٨٣، وبعد أن نضبت الأموال، أغلقت المنظمة أبوابها. تختلف التفسيرات حول سبب زوالها. لم تكن إدارة ريغان مهتمة بتقديم منح لمنظمات الحقوق المدنية. وفي الأثناء، بدأت كل فئة من فئات الإعاقة في التحالف – ذوو الإعاقات الجسدية، الصم، المكفوفون، والأشخاص ذوو الإعاقات الإدراكية – بالانسحاب للدفاع عن قاعدتها في مواجهة تهديدات الإدارة.

## العضوية
في تشرين الثاني ١٩٧٦، كان لدى الائتلاف الأمريكي للمواطنين ذوي الإعاقات ٢١ عضواً تنظيمياً. وبعد عام واحد، ارتفع العدد إلى ٦٠. وخلال نفس الفترة، ارتفعت العضوية الفردية بنسبة ٥٠٠٪. كان ممثلو هذه المجموعات يجتمعون في واشنطن مرة واحدة سنويًا في مجلس المندوبين. كانت هذه الاجتماعات السنوية تدور حول القرارات أو الأهداف العامة التي يسعى الائتلاف الأمريكي للمواطنين ذوي الإعاقاتلتحقيقها في العام التالي، وانتخاب أعضاء مجلس الإدارة، وتبني التعديلات على اللوائح الداخلية. كثيرًا ما كانت الاجتماعات محتدمة. كان المندوبون يعتبرون الائتلاف الأمريكي للمواطنين ذوي الإعاقات "منظمتنا" في مقابل الجمعيات المهنية التي كانت تُدار من قبل أشخاص غير معاقين. كانت الحركة في بداياتها والعواطف مشحونة. وقد تم اختراع القواعد الأساسية للحكم أثناء التنفيذ، مما أبقى البرلماني لويس ريغدون، وهو محامٍ في وزارة العدل الأمريكية، مشغولًا باستمرار في محاولة الحفاظ على بعض النظام. كان من المواضيع الخلافية مسألة السماح بعضوية الأفراد. جادل البعض بأن الأفراد يجب أن ينضموا بدلاً من ذلك إلى مجموعات محلية أو على مستوى الولاية، وأن تقتصر عضوية الائتلاف الأمريكي للمواطنين ذوي الإعاقات على المنظمات فقط؛ بينما رأى آخرون أن التحالف بحاجة إلى التمويل، وأن رسوم العضوية الفردية – حتى وإن كانت ٥ دولارات سنويًا – تساعد. أما بالنسبة للأعضاء الأفراد غير المعاقين، فقد طُرحت قرارات – ونوقشت بجدية – للحد من تصويتهم إلى ثلاثة أخماس. كان استخدام صياغة المادة الأولى، القسم الثاني من الدستور متعمدًا. ويُحتمل أن هذا الجهد كان دلالة على عدم المساواة المتجذّرة والإحساس بأن الائتلاف الأمريكي للمواطنين ذوي الإعاقات "تنتمي للأشخاص ذوي الإعاقة". في هذه الأثناء، أمر المندوبون الموظفين بالعمل على طيف واسع من القضايا، بدءًا من النقل إلى السكن والتعليم والحقوق المدنية، متجاهلين تمامًا قيود الوقت والميزانية لتنفيذها.

## الإنجازات
كان أول إنجاز كبير للائتلاف الأمريكي للمواطنين ذوي الإعاقات هو إصدار اللوائح النهائية لتنفيذ القسم ٥٠٤ من قانون إعادة التأهيل لسنة ١٩٧٣، وذلك في نيسان ١٩٧٧. وقد كانت حملة المناصرة الوطنية للائتلاف، التي بلغت ذروتها باعتصام صاخب في عشر مدن، منها اعتصام استمر ٢٥ يومًا في مبنى الصحة والتعليم والرعاية في سان فرانسيسكو، ذات أثر دائم. يتطلب القسم ٥٠٤ عدم التمييز على أساس الإعاقة من قبل أي منظمة أو وكالة تتلقى أي تمويل فيدرالي، لأي غرض. وقد وسّع قانون الأمريكيين ذوي الإعاقة لسنة ١٩٩٠ نطاق القسم ٥٠٤ ليشمل القطاع الخاص كذلك. ويرى الخبراء أنه ما كان ليكون هناك قانون الأمريكيين ذوي الإعاقة لولا وجود القسم ٥٠٤ أولًا.
بعد نجاحه في قضية القسم ٥٠٤، أطلق الائتلاف الأمريكي للمواطنين ذوي الإعاقات مشاريع لتدريب الأفراد ذوي الإعاقة على حقوقهم الجديدة، وتثقيف المسؤولين حول مسؤولياتهم. وكان النقل العام المتاح محط تركيز رئيسي للائتلاف في سنة ١٩٧٨. وفي تلك السنة، نظّم الائتلاف تظاهرة لمنع ما تردّد أنه فيتو مرتقب من الرئيس كارتر لتعديلات قانون إعادة التأهيل لسنة ١٩٧٨. وقد وفّر هذا القانون التمويل الفيدرالي لمراكز المعيشة المستقلة. في كل من النقل والمعيشة المستقلة، أثمرت البذور التي زرعتها الائتلاف الأمريكي للمواطنين ذوي الإعاقات. إذ فرض قانون قانون الأمريكيين ذوي الإعاقة لسنة ١٩٩٠ في نهاية المطاف إتاحة النقل العام. وبالمثل، نمت المراكز القليلة الأولى لتتجاوز ٦٠٠ مركز. واليوم، يوجد مركز في كل مدينة وفعليًا في كل مقاطعة في البلاد.

## روابط خارجية
- مشروع التاريخ الشفوي وحقوق ذوي الإعاقة والمعيشة المستقلة
- مشروع التاريخ الشفوي، التحالف الأمريكي للمواطنين ذوي الإعاقة